# Dasychira salomonensis
Dasychira salomonensis är en fjärilsart som beskrevs av Testout 1945. Dasychira salomonensis ingår i släktet Dasychira och familjen tofsspinnare. Inga underarter finns listade i Catalogue of Life.